# ميخائيل فاغنر
ميخائيل فاغنر هو لاعب كرة قدم ألماني، ولد في 26 يوليو 2000.

## وصلات خارجية
- ميخائيل فاغنر على موقع الاتحاد الأوربي (الإنجليزية)
- ميخائيل فاغنر على موقع قاعدة بيانات كرة القدم.إي يو (الإنجليزية)
- ميخائيل فاغنر على موقع بيانات كرة القدم. دي إي (الألمانية)
- ميخائيل فاغنر على موقع Soccerway.com (الإنجليزية)
- ميخائيل فاغنر على موقع عالم كرة القدم.نت (الإنجليزية)